# گنیش کند
گنیش‌کند (به ترکی آذربایجانی: Genişkənd) یک منطقه مسکونی در جمهوری آذربایجان است که در شهرستان ساعتلی واقع شده‌است. گنیش‌کند ۶۰۳ نفر جمعیت دارد.